# エンジェモン
エンジェモンは
1. デジタルモンスターシリーズに登場する架空の生命体・デジタルモンスターの一種。
2. デジモンアドベンチャーの登場人物・パタモンの成熟期。

## 概要
Ver.2から登場。名前の通り天使をモデルにしたデジモン。週刊少年ジャンプでの読者からのハガキを元に制作された。
長い金髪と十字が取り付けられた金属の仮面、6枚の白い羽が特徴。最初期では最も人間に近い容姿を持ち、アニメデジモンアドベンチャーではモンスターだらけの世界に放り出された子供たちを驚かせていた。グレイモン・ガルルモン系デジモンに匹敵するほど進化系・関連種が登場している、人気のあるデジモンである。

## 種族としてのエンジェモン
光り輝く6枚の白い翼を持つ天使型デジモン。完全なる善の存在であり、悪に対しては情け容赦なく攻撃し消滅させてしまう。神々の隊列に属する。デジタルワールドが幾度となく危機に見舞われたとき、同種属のデジモンを率いて降臨したと伝えられており、ダークサイドに引き込まれたデビモンも、もともとは同種族であった。

### 基本データ
- 世代/成熟期
- タイプ/天使型
- 属性/ワクチン
- 必殺技/ヘヴンズナックル
- 得意技/ホーリーロッド、ゴッドタイフーン
- 勢力/ウィルスバスターズ

### 技能
必殺技
ヘヴンズナックル
聖なる力を拳に集めて、黄金色に輝く拳で強力な光束を放ち相手を攻撃する技。
得意技
ホーリーロッド
右手に持っている黄金の手杖を使い攻撃する技。
ゴッドタイフーン
ホーリーロッドを回転した勢いで金色の竜巻を発生させる技。

### 亜種・関連種・その他
デビモン
エンジェモンが堕天使に堕ちた姿といわれる。
ピッドモン
赤色亜種。二枚の羽を持ち炎を操る。
エンジェウーモン
テイルモンが進化した女性型の天使型（後に大天使型に変更）デジモン。
ホーリーエンジェモン
エンジェモンが進化した完全体の大天使型デジモン。
セラフィモン
三大天使の一体。一般に正式な最終進化形態と位置付けられる熾天使型デジモン。
ケルビモン
三大天使の一体。究極の「善」に位置するが、その反対である究極の「悪」にも染まりやすい性質を持つ智天使型デジモン。
オファニモン
三大天使の一体。エンジェウーモンから進化する座天使型デジモン。慈悲と慈愛にして癒し力を司る。
スラッシュエンジェモン
“天使軍団（パワーズ）”を率いる能天使型デジモン。
クラヴィスエンジェモン
360の扉を持つゼニスゲートの守護者たる力天使型デジモン。
ドミニモン
主天使型デジモン。
シャッコウモン
アンキロモンとのジョグレス進化体。古代デジタルワールドに降臨した天使型デジモンだと言われている。
キメラモン
翼のパーツが転用されている。

## 登場人物としてのエンジェモン
- デジモンアドベンチャー/デジモンアドベンチャー02/デジモンアドベンチャー: - 高石タケルのパートナーデジモンであるパタモンが進化した姿。声優は松本美和。

作中では長くパタモンから進化できずにいたが、ファイル島でのデビモンとの決戦でついに登場。他6体のデジモンからエネルギーを貰い受け、ヘヴンズナックルでデビモンを撃破するが、力を使い果たして消滅し、デジタマに戻ってしまう。完全体への超進化はさらに遅く、最終話の直前にホーリーエンジェモンとなるまでずっと成熟期のまま戦い続けた。成熟期としては破格の実力を持ち、ボスキャラクターであるデビモンやヴァンデモンでさえ恐れていたほど。またヴェノムヴァンデモン戦では、成熟期でありながら究極体にダメージを与えている。
「:」では第20話から登場した。タケルの危機でデジヴァイスを渡した後に、デジタマになっている。その後は第27話の終盤と第28話でダークナイトモンの対決で再登場するが、一撃で食らってしまい、パタモンに退化していた。第32話でパタモンが彼の進化することは不可能になっているが、新たに進化したペガスモンになっている。第41話ではタケルがヤマトの思いで再び彼の進化を果たす。
- デジモンアドベンチャーVテイマー01 - ホーリーエンジェル城の兵士として多数登場。
- デジモンフロンティア - 第40話に登場。デジタルワールドに残った子供たちを護っていたが、デュナスモンによって倒される。声優は緑川光（日本語版）。
- デジモンクロスウォーズ - 第13話にてバアルモンの回想に登場。サンドゾーンで大いに栄えていたサンドリアの都を守る女神の戦士団の団長だったが、バグラ軍の謀略により洗脳され（後に三元士の一人であるリリスモンの配下デジモンであるイーバモンの仕業だったことが判明した）、最期はバアルモン自らの手に掛けられ倒される。声優は小林通孝（日本語版）、トラヴィス・ウィリン（英語版）。